# Anthracophyllum nigritum
Anthracophyllum nigritum är en svampart som först beskrevs av Joseph-Henri Léveillé, och fick sitt nu gällande namn av Károly Kalchbrenner 1881. Anthracophyllum nigritum ingår i släktet Anthracophyllum och familjen Marasmiaceae.   Inga underarter finns listade i Catalogue of Life.